# Trichocyclus grayi
Trichocyclus grayi är en spindelart som beskrevs av Huber 200. Trichocyclus grayi ingår i släktet Trichocyclus och familjen dallerspindlar.
Artens utbredningsområde är Northern Territory, Australien. Inga underarter finns listade i Catalogue of Life.